# Alfred Phiri
Alfred Maimane Phiri (Alexandra, Gauteng, 1974. június 22. –) dél-afrikai válogatott labdarúgó.

## Pályafutása
1998 és 2006 között 13 alkalommal szerepelt a dél-afrikai válogatottban és két gólt szerzett. Részt vett az 1998-as világbajnokságon.

## Sikerei
- Gençlerbirliği
  - Török kupagyőztes (1): 2001

## Magánélet
Pályafutása végeztével Phiri üzletemberként tevékenykedik és létrehozott szülővárosában egy labdarúgó-tornát (MAP), melyet évente rendeznek meg több korosztályban.